# Saint-Jean-en-Royans
Saint-Jean-en-Royans é uma comuna francesa na região administrativa de Auvérnia-Ródano-Alpes, no departamento de Drôme. Estende-se por uma área de 27,86 km². Em 2010 a comuna tinha 2 885 habitantes (densidade: 103,6 hab./km²).